# Илзат Ахметов
Илзат Ахметов е руски и киргизски футболист от уйгурски произход, полузащитник. От 2022 г. играе за тима на ФК Краснодар. Има 8 мача за националния отбор на Русия.

## Клубна кариера
Първите си стъпки във футбола прави в тима на Алга (Бишкек). През 2009 г. е приет във футболната Академия „Юрий Коноплев“ в град Толиати. През 2014 г. става част от Рубин (Казан). Дебютира за Рубин на 16-годишна възраст в мач срещу Луч-Енергия в турнира за Купата на Русия. На 20 октомври 2014 г. дебютира и в Премиер-лигата в двубой с Мордовия Саранск. Въпреки че показва добри изяви на терена и бива сравняван с Лионел Меси и Кака, халфът получава много малко игрово време от треньора Ринат Билялетдинов, а след идването на испанския специалист Хави Грасия Рубин започва да залага повече на чужденци в състава.
През 2018 г. отказва да удължи договора си с Рубин, тъй като има няколко неизплатени заплати. В резултат на това е отстранен от тима, а през лятото на 2018 г. напуска като свободен агент. През юли същата година подписва договор за 4 години с ПФК ЦСКА (Москва). С тима печели Суперкупата на Русия.
Поради контузиите на Константин Кучаев и Кристиян Бистрович Ахметов става титуляр в тима на „армейците“ и основен плеймейкър на тима. Играе на позицията „реджиста“ (централен полузащитник, ръководещ играта от дълбочина), поради което стилът му на игра е сравняван с този на Андреа Пирло. След като ЦСКА побеждава действащия европейски клубен шампион Реал (Мадрид) в групите на Шампионската лига, английският Арсенал започва да проявява интерес към Ахметов.
В края на 2018 г. печели наградата „Първа петорка“ за най-добър млад футболист в Русия през годината.

## Национален отбор
Има мачове за юношеските национални отбори на Русия до 18 и до 19 г. През 2018 г. дебютира и за младежкия национален отбор до 21 г. На 5 ноември 2018 г. Станислав Черчесов вика Ахметов в мъжкия национален отбор, но полузащитникът получава контузия в среща от Премиер лигата срещу Зенит и не успява да дебютира за „Сборная“. Първия си мач за националния отбор записва срещу Белгия в квалификациите за Евро 2020.

## Успехи

### Клубни
- Суперкупа на Русия – 2018

### Индивидуални
- Най-добър млад футболист в Русия – 2018